# Made in Mexico (serie de TV)
Made in Mexico es una serie de televisión que sigue la vida de nueve jóvenes socialités y expatriados que viven en Ciudad de México .
Aunque hubo informes de noticias sobre una segunda temporada, nunca salió al aire.